# Lyman Ward
Lyman Ward (Saint John, 21 de junho de 1941) é um ator canadense.

## Biografia
Ward nasceu e cresceu em Saint John, Nova Brunswick, Canadá, e fez o secundário na Saint Malachy's Memorial High School, que concluiu em 1958. Cursou a St. Thomas University, na capital do estado, Fredericton.
Sua primeira aparição como ator foi num dos mais antigos episódios da série Laverne & Shirley como Tom Schotz, mas é mais conhecido por interpretar o pai de Ferris Bueller, na clássica comédia adolescente Curtindo a Vida Adoidado, de 1986.
Durante as gravações deste filme, Lyman começou a namorar sua colega de cena Cindy Pickett, que interpretava sua esposa. Lyman e Cindy se casaram e tiveram dois filhos. Separaram-se, em 1992.
Faz participações em filmes e seriados.
1. ↑  «Lyman Ward - Actor». TV Insider (em inglês). Consultado em 17 de março de 2025